# Tyne Daly
Tyne Daly (21 de fevereiro de 1946) nascida em Madison é uma atriz norte americana.

## Vida pessoal
Daly foi casada com Georg Stanford Brown 1966-1990. Eles têm três filhas: Alisabeth (n. 1968), um oleiro; atriz Kathryne (n. 1971); e Alyxandra (n. 1985).